# Le sue ultime mutandine
Le sue ultime mutandine (Long Pants) è un film muto del 1927 diretto da Frank Capra e interpretato da Harry Langdon.

## Trama
Quando il giovane Harry riceve in regalo dal padre il suo primo paio di pantaloni lunghi, sente di essere finalmente entrato nell’età adulta, e decide di tentare di mettere in pratica le fantasticherie che le sue assidue letture di romanzi d’amore ed avventura gli avevano ispirato.
La realtà supera la fantasia quando un’auto con l’affascinante Bebe, una criminale in fuga, si ferma per un’avaria davanti alla casa di Harry. Mentre l’autista ripara il guasto Bebe, per passare il tempo, seduce Harry. Poi, per un equivoco, Harry si convince che la bella sconosciuta, ripreso il suo viaggio, tornerà presto per essere sua moglie.
Ma il tempo passa, ed Harry acconsente al matrimonio, progettato da tempo dai suoi genitori, con la tranquilla Priscilla.  Quando Harry apprende dal giornale che Bebe è stata arrestata e che si dichiara innocente, decide che è il momento di accorrere in aiuto della damigella in pericolo, e, dopo aver tentato di liberarsi fisicamente di Priscilla durante un divertente nascondino, abbandona la ragazza proprio il giorno del matrimonio.
Harry giunge in città ed aiuta Bebe ad evadere e a fuggire dalla polizia che è sulle sue tracce, ma in breve tempo si rende conto di quanto la bella, ed il mondo della malavita nel quale vive, non si confacciano a lui, e, scandalizzato, la lascia, prima ancora che un conflitto armato fra gangster non la tolga di mezzo.
I genitori di Harry hanno a cena Priscilla quando Harry si ripresenta e viene accolto con gioia.

## Produzione
Il titolo di lavorazione del film fu Johnny Newcomer.

## Distribuzione
Il copyright del film, richiesto dalla First National Pictures, Inc., fu registrato il 22 marzo 1927 con il numero LP23766.
Distribuito dalla First National Pictures, il film fu presentato in prima a New York il 26 marzo 1927. Nelle sale, uscì il 10 aprile 1927.
Copie della pellicola sono conservate in diversi archivi: al BFI di Londra, al Filmmuseum di Amsterdam, nella Cineteca Italiana di Milano, nella Cinematheque Royale de Belgique di Bruxelles, nell'Arhiva Nationala De Filme di Bucarest, nella Cinémathèque Québécoise di Montréal, all'UCLA di Los Angeles, all'Academy Film Archive di Beverly Hills, al George Eastman House di Rochester.